# Okarche
Okarche is een plaats (town) in de Amerikaanse staat Oklahoma, en valt bestuurlijk gezien onder Canadian County en Kingfisher County.

## Demografie
Bij de volkstelling in 2000 werd het aantal inwoners vastgesteld op 1110.
In 2006 is het aantal inwoners door het United States Census Bureau geschat op 1155, een stijging van 45 (4,1%).

## Geografie
Volgens het United States Census Bureau beslaat de plaats een oppervlakte van
1,9 km², geheel bestaande uit land. Okarche ligt op ongeveer 379 m boven zeeniveau.

## Plaatsen in de nabije omgeving
De onderstaande figuur toont nabijgelegen plaatsen in een straal van 28 km rond Okarche.